# ジャン＝ルイ・パスカル
ジャン＝ルイ・パスカル（Jean-Louis Pascal, 1837年6月4日 - 1920年）はフランスの建築家。折衷主義の転換期にあたる時期に活躍、「歴史とは復活なり」という有名な言葉を残し、ルネサンス期の建築を模範としていた。

## 経歴
エコール・デ・ボザールでは、ジルベールのアトリエで修行し、1866年にローマ大賞を受賞する。ローマから帰国後は、シャルル・ガルニエのオペラ座の建設業務を手助けした。
作風は、重厚な形態や象徴的な装飾などを駆使した独特の空間効果を生み出すものであった。ブロニー街アパートではフィレンツェのストロッツィ宮殿を模範にした仕上げを、ボルドー大学医学部塔ではフランス古典主義の用いる反面、国立図書館の増築ではフレンチ・ルネサンスのレンガ仕上げを再現。
また教育者としてボザールにて、1872年から死去するまで主宰したアトリエは、19世紀を通じてもっとも学生に人気があった。

## 主要作
- フランス国立図書館増築、パリ、1875年から1879年
- ブロニー街のアパート、パリ、1883年
- 大学医学部塔、ボルドー、1895年
- カフェ・デ・ドーマゴ、パリ
- ドゥの城館、アルティヤック、1908年